# Stadium of Light

Tribünenplan

Das Stadium of Light ist ein Fußballstadion in der englischen Stadt Sunderland, Vereinigtes Königreich. Es die Heimspielstätte des Fußballvereins AFC Sunderland. Von der UEFA ist die Anlage in die Stadionkategorie 4 eingestuft. Die Spielstätte besitzt eine Kapazität von 48.707 Plätzen und wurde 1997 eröffnet.

## Geschichte

### Planung und Bau
Nach den Ereignissen der Hillsborough-Katastrophe am 15. April 1989 entwickelten der Verein und die Stadt Pläne für einen Umbau des Roker Parks. Das alte Stadion des AFC Sunderland bestand größtenteils aus Tribünen mit Stehplätzen. Eine komplette Umwandlung der Stehplätze in Sitzplätze bedeutete aber eine Verringerung der Kapazität des Stadions und aufgrund der angrenzenden Wohnhäuser konnte man das Stadion auch nicht erweitern. So entschied man sich für einen Stadionneubau und der Verein begann sich nach entsprechenden Bauplätzen umzusehen.
Am Ende entschied man sich für ein Areal neben dem Werk Sunderland der Nissan Motor Manufacturing (UK). Das neue Stadion mit 30.000 Zuschauern wurde als „Wembley des Nordens“ angekündigt. Doch Nissan legte offiziell Beschwerde gegen die Pläne ein und der Verein musste sich einen anderen Standort für den Neubau suchen. Im Jahr 1995 entschied man sich für das Gelände der ehemaligen Zeche Monkwearmouth, die am 24. November 1993 ihren Betrieb eingestellt hatte. Das Areal am Nordufer des Flusses Wear hatte den Vorteil, nur ein paar hundert Meter neben dem alten Stadion zu liegen und hielt auch genügend Platz für eine eventuelle spätere Erweiterung vor. Am 13. November 1993 gab der Vorsitzende des AFC Sunderland die Vergabe des Auftrags an die Tyne and Wear Development Corporation (TWDC) bekannt, die danach einen Plan für ein 34.000 Zuschauer fassendes Stadion entwickelten.
Der Bauauftrag ging an die Firma Ballast Wiltshier PLC, die schon die Amsterdam Arena in den Niederlanden gebaut hatte. Im Juni 1996 begann der Bau des mittlerweile 40.000 Zuschauer fassenden Stadions. Die Kapazität wurde Anfang 1997 noch einmal auf 42.000 Zuschauer erhöht. Aufgrund des einfachen Designs des Stadions kann es ohne größeren Aufwand auf maximal 64.000 Zuschauer vergrößert werden.
Während der Bauzeit bekam das Stadion noch keinen Namen, wurde aber von den Anhängern einfach Monkwearmouth Stadium genannt. Der aktuelle Name wurde innerhalb eines Wettbewerbes gefunden. Obwohl der Name „Stadium of Light“ der Übersetzung des Estádio da Luz in Lissabon entspricht (Luz ist der Stadtteil Lissabons, in dem das Stadion liegt und bedeutet übersetzt „Licht“), ist mit dem „Light“ nicht das Licht an sich gemeint, sondern eine Lampe der Minenarbeiter. Damit erinnert man sich an den Standort des Stadions, an dem Tausende von Fans gearbeitet haben. Noch heute steht eine riesige Grubenlampe auf dem Kassenhäuschen vor dem Stadion. Und die Worte an der Westtribüne („Into the light“ und „For us all“) standen auch an den Eingängen zum Hauptaufzug der Monkwearmouth Mine.

### Ausbau

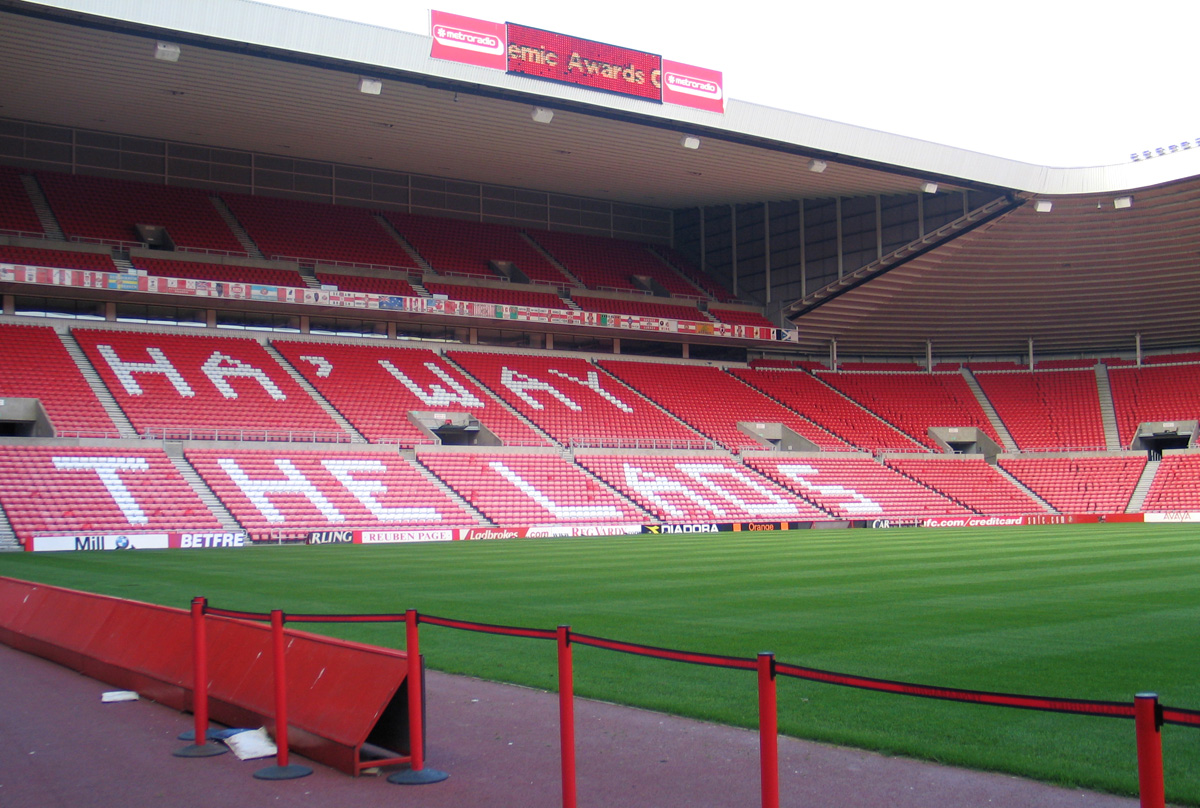
Das Spielfeld des Stadium of Light

Das Stadium of Light wurde offiziell am 30. Juli 1997 durch Prinz Andrew eröffnet. Im ersten Spiel trennten sich der AFC Sunderland und Ajax Amsterdam mit 0:0. In der ersten Saison lagen die Zuschauerzahlen bei durchschnittlich 30.000 Zuschauern, ein beachtlicher Wert, da Sunderland zu dieser Zeit in der zweiten englischen Liga spielte.
Nach dem Aufstieg in die Premier League im Jahre 1999 verfolgten durchschnittlich über 40.000 Zuschauer die Spiele des Vereins und viele Spiele waren ausverkauft. In der Saison 1999/2000 erreichte Sunderland die dritthöchste Zuschauerzahl in England nach Manchester United und Newcastle United, die einzigen Klubs mit größeren Stadien. Aufgrund dieser gewaltigen Nachfrage entschied man sich, das Stadion auszubauen, und im Jahr 2000 wurde die Erweiterung der Nordtribüne fertiggestellt. Das Stadion besitzt nun eine Kapazität von ca. 49.000 Zuschauern.
Das erste Länderspiel im neuen Stadion fand 1999 statt, als England in einem Freundschaftsspiel gegen Belgien antrat. Zu einem Eklat kam es im April 2003 beim Qualifikationsspiel zur EURO 2004 zwischen England und der Türkei, bei dem englische Fans rassistische Parolen skandierten. Der englische Fußballverband wurde daraufhin von der UEFA zu einer Geldstrafe von 150.000 Schweizer Franken verurteilt.
Im Jahr 2002 sollte ein weiterer Ausbau des Stadions auf 55.000 Plätze erfolgen. Die Pläne wurden allerdings wegen des Abstiegs des Vereins in die zweite Liga fallen gelassen. Seitdem pendelt der Verein immer zwischen den ersten beiden Ligen in England, so dass eine stabile wirtschaftliche Grundlage für einen weiteren Ausbau bisher fehlt. Allerdings wurden aufgrund der relativ zentralen Lage des Stadions und fehlender Parkplätze 2002 zwei Stationen der Tyne and Wear Metro gebaut und ein weit reichendes Park-and-ride-System eingerichtet. Seit 2004 hält die University of Sunderland hier ihre Abschlussfeiern ab.

## Das Design des Stadions
Das Stadion besteht aus insgesamt vier Tribünen, die teilweise nach den Namen von Sponsoren benannt wurden bzw. noch sind. In der Westtribüne sind alle für den Betrieb eines Stadions benötigten Räumlichkeiten untergebracht. Unter anderem befinden sich hier die Umkleidekabinen, die Presseräume sowie die Verwaltungsräume des Vereins. In der Nordtribüne befindet sich die von den Fans beliebte Black Cats Bar, benannt nach dem Spitznamen der Mannschaft. Von außen sieht das Stadion kleiner aus, als es in Wirklichkeit ist. Das liegt daran, dass das Fußballfeld mehrere Meter unterhalb des Geländeniveaus liegt. Jeder Verpflegungsstand ist nach einem berühmten Spieler vom AFC Sunderland oder nach einer Tribüne des alten Stadions benannt.